# Доля Віктор Сидорович
Віктор Сидорович Доля (22 березня 1912, Лохвиця — 9 листопада 1991, Київ) — український науковець-насіннєзнавець, буряківник. Доктор сільськогосподарських наук (1967). Дослідник особливостей живлення маточних буряків та насінників, розробник науково обґрунтованої системи удобрення у зонах буряківництва.
Протягом 35 років — науковий співробітник Всесоюзного науково-дослідного інституту цукрових буряків (1956—1991). Автор понад 150 наукових робіт.

## Життєпис
Народився 22 березня 1912 року у місті Лохвиця на Полтавщині.
У 1938 році закінчив Київський сільськогосподарський інститут, пізніше — аспірантуру при ньому. Відтоді ж протягом року обіймав посаду завідувача агрохімічної лабораторії цукробурякотресту у Воронезькій області. Під час німецько-радянської війни працював агрономом машинно-тракторних станцій на Сумщині та Київщині.
У 1945—1946 роках — старший науковий співробітник Українського науково-дослідного інституту соціалістичного землеробства. З 1946 року — старший науковий співробітник, заступник директора з наукової роботи Драбівського дослідного поля. У 1951 році здобув науковий ступінь кандидата сільськогосподарських наук, захистивши дисертацію на тему «Влияние условий питания рассады на урожай и яркость помидоров».
З 1952 року — директор науково-експериментальної бази, пізніше — старший науковий співробітник Інституту фізіології рослин та агрохімії АН УРСР. З 1956 року до кінця життя — старший науковий співробітник відділу (пізніше лабораторії) насіннєзнавства та насінництва Всесоюзного науково-дослідного інституту цукрових буряків.

Могила Віктора Долі, Берковецьке кладовище

У 1967 році здобув науковий ступінь доктора сільськогосподарських наук, захистивши дисертацію на тему «Теоретические основы и практика применения физиологически активных веществ и в семеноводстве сахарной свеклы».
Помер на 80-му році життя 9 листопада 1991 року. Похований разом з родиною на Берковецькому кладовищі (ділянка № 53, 50°29′37.70″ пн. ш. 30°23′55.20″ сх. д. / 50.4938056° пн. ш. 30.3986667° сх. д.).

## Наукова діяльність
Автор понад 150 наукових робіт. Науковий керівник та консультант близько 20 докторів та кандидатів наук. Серед учнів Віктора Долі, зокрема, професор Василь Балан.
Дослідник особливостей живлення маточних буряків та насінників, розробник науково обґрунтованої системи удобрення у зонах буряківництва. Велику частину доробку присвятив дослідженням впливу регуляторів росту фізіологічно активних речовин дефлімантів та десикантів на цукрові буряки та їх насінники. За результатами вивчення цього питання розробив рекомендації щодо застосування речовин.

## Науковий доробок (частковий)
- Влияние условий питания рассады на урожай и яркость помидоров: диссертация кандидата сельскохозяйственных наук : 06.00.00. — Киев, 1951. — 112 с.
- Химическая пинцировка высадков сахарной свеклы / Киевский совнархоз УССР. ЦБТИ. — Киев: Обл. кн.-газ. изд-во, 1963. — 10 с.
- Теоретические основы и практика применения физиологически активных веществ и в семеноводстве сахарной свеклы: диссертация доктора сельскохозяйственных наук : 06.00.00 / В. С. Доля. — Киев, 1967. — 547 с.
- Методические указания по применению препарата МГ-Т для химической пинцировки высадков и обработки посевов маточной сахарной свеклы / Всесоюз. науч.-исслед. ин-т сахарной свеклы. Ин-т орган. синтеза АН Латв. ССР. Риж. хим. комбинат. — Рига: [б. и.], 1967. — 8 с.
- Достижения науки и передовой опыт в свекловодстве: (Тезисы докладов науч.-производ. конференции) / Всесоюз. науч.-исслед. ин-т сахарной свеклы. Укр. респ. науч.-техн. о-во сел. хоз-ва. — Киев: [б. и.], 1969. — 235 с.
- Островский Л. Л., Добротворцева А. В., Доля В. С. и др. Методические указания по элитному семеноводству сахарной свеклы. Киев. 1980. 93 с